# DIM (álbum)
DIM é o quarto álbum de estúdio da banda de visual kei The Gazette lançado no dia 28 de julho de 2009, no Japão pela PS Company e em 9 de novembro de 2010 nos Estados Unidos pela Maru Music.

## Produção
Na escolha do título do álbum, Ruki disse: "Quando nós fazemos um álbum, nós geralmente pensamos sobre qual cor usaremos para trabalhar. Então eu pensei que seria bom ter uma imagem sombria, mas eu não pensei muito no título "DARK"... e também não era "BLACK". Eu tinha uma vaga ideia de "dim", então eu usei isso: "DIM". 
Sobre a musicalidade, Uruha disse: "Desta vez, nos não conversamos algo como "Nós queremos músicas pesadas" ou "Nós queremos músicas calmas"... Nós geralmente ouvimos falar de "o ponto de vista do mundo do the Gazette", mas eu imagino qual é a nossa visão do mundo."

## Recepção
O álbum alcançou a posição #9 no ranking geral e #5 no ranking semanal da Oricon, vendendo 37,797 cópias em sua primeira semana.

## Crítica
| Críticas profissionais | Críticas profissionais |
| Avaliações da crítica  | Avaliações da crítica  |
| Fonte                  | Avaliação              |
| ---------------------- | ---------------------- |
| Allmusic               | 4 de 5 estrelas.       |

Alexey Eremenko, do All Music, disse "Drácula, legal e constantemente melódico: Dim é um álbum ambicioso, mas nunca mergulha nas profundezas da angústia gótica como o Dir en Grey faz as vezes [...]"

## Faixas
| N.º            | Título                                          | Duração |  |
| 1.             | "Hakuri" (剥離; "Indiferença")                  | 1:43    |  |
| 2.             | "The Invisible Wall"                            | 4:35    |  |
| 3.             | "A Moth Under the Skin"                         | 2:57    |  |
| 4.             | "Leech"                                         | 4:15    |  |
| 5.             | "Nakigahara" (泣ヶ原; "Campos Chorando")        | 7:19    |  |
| 6.             | "Erika" (エ リ カ)                              | 0:53    |  |
| 7.             | "HEADACHE MAN"                                  | 3:54    |  |
| 8.             | "Guren" (紅蓮; "Lótus Carmesim")                | 5:40    |  |
| 9.             | "Shikyuu" (子宮; "Ventre")                      | 0:43    |  |
| 10.            | "13Stairs[-]1"                                  | 5:02    |  |
| 11.            | "Distress and Coma"                             | 5:20    |  |
| 12.            | "Kanshoku" (感触; "Sentimento")                 | 0:52    |  |
| 13.            | "Shiroki Yuutsu" (白き優鬱; "Depressão Branca") | 4:29    |  |
| 14.            | "In the Middle of Chaos"                        | 3:02    |  |
| 15.            | "Mourou" (朦朧; "Escuro")                       | 0:23    |  |
| 16.            | "Ogre"                                          | 3:14    |  |
| 17.            | "Dim Scene"                                     | 5:12    |  |
| Duração total: | Duração total:                                  | 59:33   |  |

| DVD (Edição Limitada) |                                   |         |  |
| N.º                   | Título                            | Duração |  |
| 1.                    | "The Invisible Wall" (Videoclipe) |         |  |
| 2.                    | "The Other Side of Dim"           |         |  |

## Ficha técnica

### the GazettE
- Ruki – vocais
- Uruha – guitarra solo
- Aoi – guitarra rítmica
- Reita – baixo
- Kai – bateria